# Sverigetopplistan
Sverigetopplistan vroeger ook Topplistan en Hitlistan is de nationale hitlijst van Zweden gebaseerd op de verkoop van singles bij Grammofonleverantörernas Förening (GLF) en wordt geproduceerd door Sveriges Radio P3.

## Hitlijsten
Tot 28 oktober 2004 werd de wekelijkse hitlijst uitgegeven op de vrijdag. Daarna, tot eind 2008, werd de lijst uitgegeven op dinsdag, maar op 2 januari 2009 werd dit weer teruggezet naar de vrijdag. Sverigetopplistan heeft de volgende hitlijsten:
- Singles Top 100
- Albums Top 60
- Dvd's Top 20
- Ringtones Top 20

## DigiListan
DigiListan is hetzelfde principe hitlijst als Sverigetopplistan, ook geproduceerd door Sveriges Radio P3, maar dan gebaseerd op de verkoop van singles bij Nielsen SoundScan, in plaats van de GLF dat bij Sverigetopplistan wél het geval is.